# Acllas
As acllas (em quéchua aqllasqa ou "escolhida") eram mulheres de beleza singular. Eram escolhidas em vários lugares do Império Inca para servir ao Inca ou ao deus-Sol (Inti). Sua preparação era efetuada no Acllahuasi, onde viviam as mulheres sob a vigilância das Mamacuna, isoladas num serviço altamente honroso.
Existiam três tipos de Acllas:
- Aclla do Sol: Dedicavam toda sua vida à adoração do deus-Sol
- Aclla do Estado
- Taquiaclla